# Bundesbrief von 1315

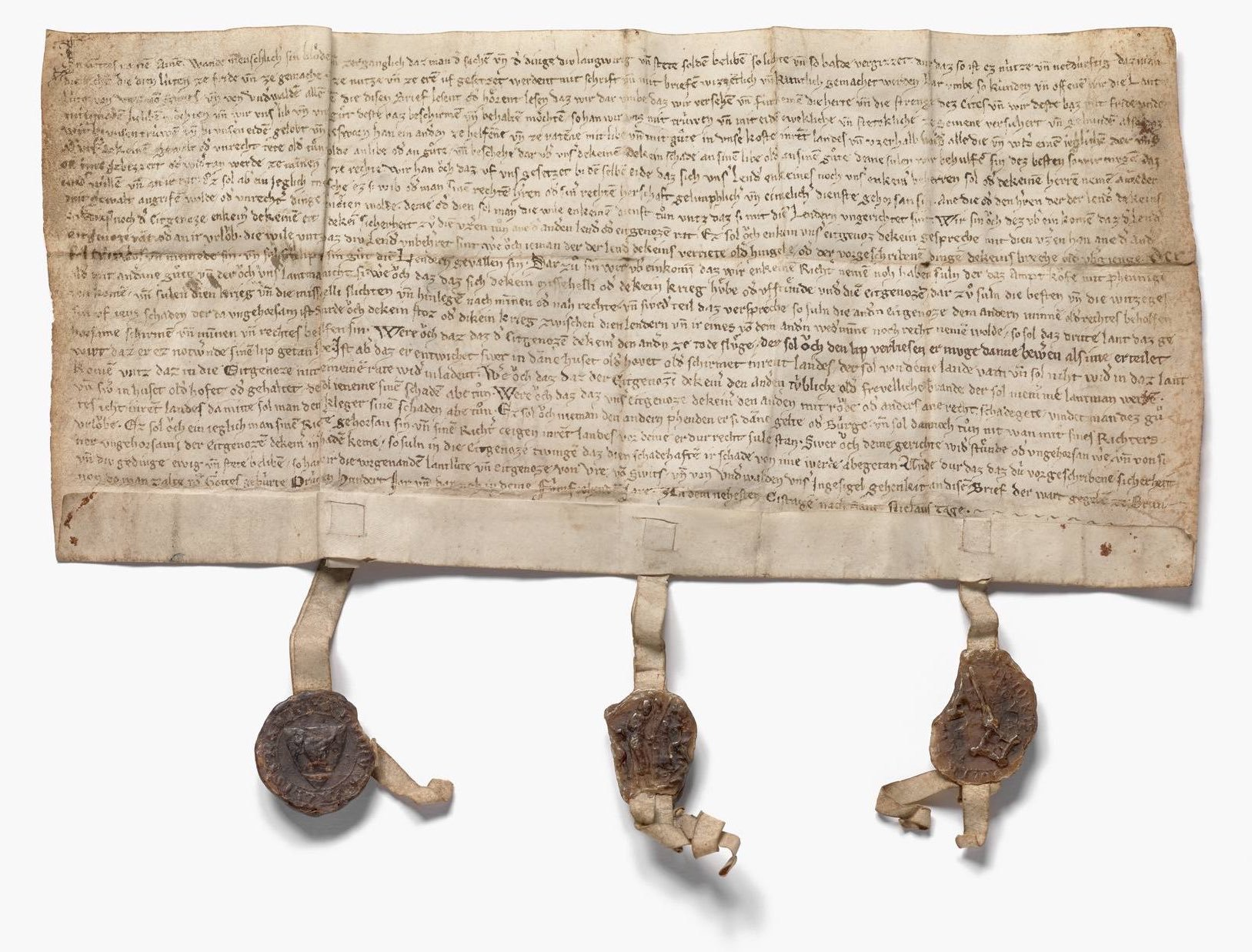
Der Morgartenbrief

Der Bundesbrief von 1315 (auch Morgartenbrief, Bundesbrief von Brunnen und Brunnemer Bund), datiert auf den 9. Dezember 1315, war der erste Schweizer Bundesbrief, der in deutscher Sprache abgefasst wurde. Hier trat auch zum ersten Mal das Wort Eitgenoze (Eidgenosse) in Erscheinung. Der Bündnisvertrag regelt verschiedene Belange zwischen den Ländern Uri, Schwyz und Unterwalden. Er wurde in Brunnen verfasst.
Nach dem Sieg der Eidgenossen in der Schlacht am Morgarten trafen sich Vertreter der Länder Uri, Schwyz und Unterwalden (Ob- und Nidwalden) im schwyzerischen Ort Brunnen und erneuerten am 9. Dezember 1315 ihr Bündnis, das unter anderem bereits im Bundesbrief von 1291 festgehalten war. Während jener noch in lateinischer Sprache abgefasst worden war, wurde dieser Bund von Brunnen, als Novum in der Schweizer Geschichte, in deutscher Sprache (Mittelhochdeutsch) geschrieben. Die Wahl Brunnens als Tagungsort mag an der verkehrsgünstigen Lage gelegen haben.

## Das Dokument

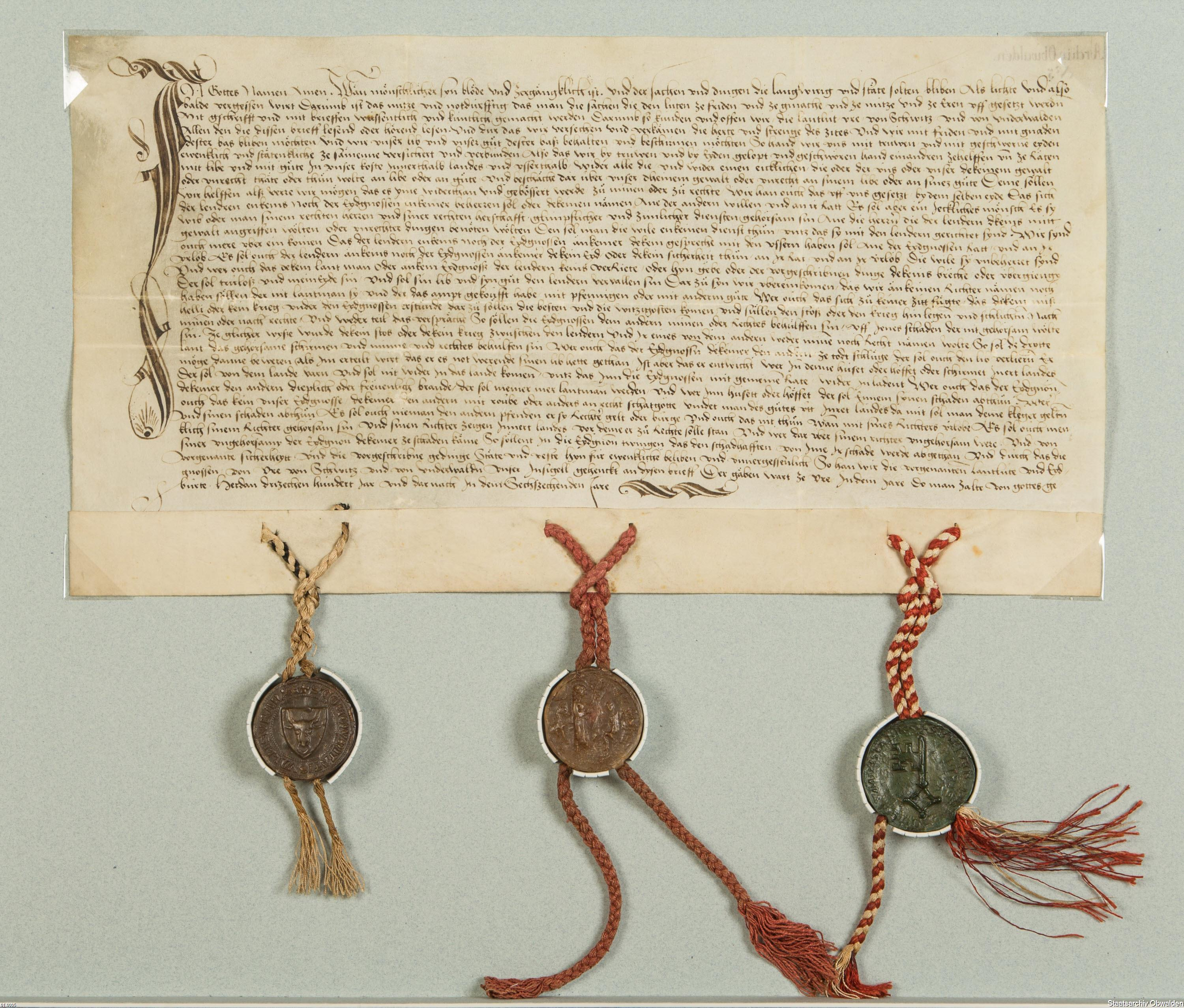
Die Obwaldner Ausfertigung des Morgartenbriefs

Der Bundesbrief von 1315 ist auf einem 19,5 cm × 40 cm grossen Pergament verfasst. An Pergamentbändern wurden die Siegel von Uri, Schwyz und Unterwalden angebracht. Es gibt Indizien dafür, dass das Schriftstück erst gegen Ende des 14. Jahrhunderts als Nachschrift oder Abschrift verfasst wurde.
Wie viele andere Bundesbriefe wird er im Bundesbriefmuseum in Schwyz aufbewahrt. Es existieren daneben die zwei Originale von Nidwalden und Obwalden und mehrere Abschriften aus der Zeit vor 1500. Das Nidwaldner Exemplar befindet sich im Staatsarchiv Nidwalden, im Text datiert auf 1316. Das Obwaldner Exemplar, ebenfalls datiert auf 1316, wird im Obwaldner Staatsarchiv im Sarner Hexenturm aufbewahrt. Es bezeichnet den Brief als «der geben wart ze Uri», also als in Uri und nicht in Brunnen ausgestellt. Urner Exemplare sind keine bekannt, möglicherweise gingen diese bei dem Archivbrand 1799 verloren. Alle Ausfertigungen und Abschriften weisen gegenseitig Abweichungen auf, auch existieren orthografische Unterschiede, was jedoch für diese Zeit kein Kriterium für die Glaubwürdigkeit von Kopien ist.

## Inhalt
Im Wesentlichen lässt sich der Bundesbrief von 1315 in drei Themen gliedern: 
- Gegenseitige Hilfe (auf eigene Kosten), falls ein Eidgenosse angegriffen würde oder ihm Unrecht geschähe, sowie die Regelung darüber, dass man einen fremden Herren nur gemeinsam annehme und nicht ohne Zustimmung der anderen (daz sich unser Lender enkeines noch unser enkeiner beherren sol oder dekeinen herren nemen ane der ander willen und an ir rat.)
- Übereinkünfte zur Kontrolle und zum Verhalten bei Verhandlungen nach aussen, die Bestimmung, dass sich Richter ihr Amt nicht kaufen dürfen, sowie die Übereinkunft, dass sich alle Eidgenossen verpflichten, bei Streit oder Krieg gegen aussen untereinander zu schlichten.
- Weiterhin enthält der Bundesbrief strafrechtliche Bestimmungen zur Art, wie man mit Verbrechen wie Totschlag usw. umgehen wolle.

## Text
«In gottes namen Amen.
Wande menschlicher sin blöde und zerganglich, daz man der sachen und der dinge diu langwirig und stete solden beliben, so lichte und so balde vergizzet, dur daz so ist ez nutze und notdurftig, daz man die sachen, die dien lüten ze fride und ze gemache (und) ze nutze und zu eren uf gesetzet werdent, mit schrift und mit briefen wizzentlich und kuntlich gemachet werden. Dar umbe so kunden und offenen wir die Lantlüte von Ure, von Swits und von Unterwalden allen den, die disen Brief lesent oder hörent lesent, daz wir dar umbe daz wirversehen und fürkemen die herte und die strenge des cites und wir deste baz mit fride unde mit gnaden beliben möchten und wir unser lib und unser guot deste baz beschirmen und behalten möchten, so han wir uns mit trüwen und mit eiden ewekliche und stetekliche ze semene versichert und gebunden also, daz wir bi unseren trüwen und bi unseren eiden gelobt und gesworn han, ein anderen ze helfenne und ze ratenne mit libe und mit guote in unsere koste inrent landes und uzerhalb wider alle die und wider einen ieglichen, der uns oder unser dekeinem gewalt oder unrecht tete older tuon wolde an libe oder an guote, und beschehe dar uber unser dekeinem dekein schade an sinem libe older an sinem guote, deme sulen wir behulfen sin dez besten so wir mugen, daz es ime gebezzeret oder widertan werde ze minnen oder ze rechte. Wir han ouch daz uf uns gesetzet bi dem selben eide, daz sich unser Lender enkeines noch unser enkeiner beherren sol oder dekeinen herren nemen ane der ander willen und an ir rat. Ez sol aber ein jeglich mensche, ez si wib oder man, sinem rechten herren, oder siner rechten Herschaft gelimphlicher und cienelicher dienste gehorsam sin, ane die oder den herren, der der lender dekeins mit gewalt angrifen wolde oder unrechter dinge genöten wolde; deme oder dien sol man die wile enkeinen dienst tuon untz daz si mit dien Lendern ungerichtet sint. Wir sin ouch dez uberein kommen, daz der Lender enkeins noch der Eitgenoze enkeiner dekeinen eit oder dekein Sicherheit zuo dien uzeren tuon ane der anderen lender oder eitgenozen rat. Ez sol ouch enkein unser eitgenoz dekein gespreche mit dien unzeren han ane der ander eitgenoze rat oder an ir urloub, die wile untz daz diu Lender unbeherret sint. Were ouch ieman, der der Lender dekeins verriete older hingebe, oder der vorgeschribnen dingen dekeins breche older ubergienge der sol trüwlos und meineide sin und sol sin lib und sin guot dien Lendern gevallen sin. Dar zuo sin wir uber ein kommen, daz wir enkeinen Richter nemen noh haben suln, der daz ampt koufe mit phennigen oder mit anderme guote und ouch unser lantman nicht si. Were ouch daz, daz sich dekein missehelli oder dekein ktieg huebe oder uff stuende under dien eitgenozen, dar zuo suln die besten und die witzegesten kommen und suln dien krieg und die missehelli slichten und hinlegen nach minnen oder nach rechte. Und sweder teil daz verspreche, so suln die andern eitgenoze dem andern minnen older rechtes beholfen sin uf iens schaden, der da ungehorsam ist. Wurde ouch dekein stoz oder dikein krieg zwischen dien lendern, und ir eines von dem andern weder minne noch recht nemen wolde, so sol daz dritte Lant daz gehorsame schirmen und minnen und rechtes beholfen sin. Were ouch daz, daz der Eitgenozen dekeiner den anderen ze tode sluege, der sol ouch den lip verliesen, er muge danne beweren, als ime erteilet wirt, daz er ez notwernde sinen lip getan habe. Ist aber daz er entwichet, swer in danne huset older hovet older schirmet inrent landes, der sol von deme lande varn und niht wider in daz lant komen unntz daz in die Eitgenoze mit gemeinem rate wider inladent. Were ouch daz, daz der Eitgenozen dekeiner den anderen tübliche older frevelliche brande, der solniemer me lantman werden, und swer in huset older hofet oder gehaltet, der sol ieneme sinen schaden abetuon. Were ouchdaz, daz unser eitgenoze dekeiner den anderen mit roube oder anders ane schadete, vindet man dez guotes icht inrent landes, damite sol man deme kleger sinen schaden abe tuon. Ez sol ouch nieman den anderen phenden er si danne gelte oder bürge, und sol dannoch tuon nit, wan mit sines richters urloube. Ez sol ouch ein ieglich man sinem richtere gehorsam sin und sinen richter ceigen inrent landes vor deme er dur recht sule stan. Swer ouch deme gerichte wider stuende oder ungehorsam were, und von siner ungehorsami der Eitgenozen dekeiner in schaden keme, so suln in die Eitgenoze twingen daz dien schadhaften ir schade von ime werde abgetan. Unde dur daz, daz du vorgeschribene sicherheit und diu gedinge ewig stete beliben, so han wir die vorgenanden landlüte und Eitgenoze von Ure, von Swits und von Unterwalden unsere Ingesigel gehenkit an disen brief, der wart gegeben ze Brunnen, do man zalte von Gottes geburte Drucehen hundert Jar und darnach in deme Fümfcehenden Jahre an dem Cistage nach sant Niclaus tage.»

## Filmdokumentationen
- Die Schweizer#Werner Stauffacher – Die Schlacht am Morgarten, vierteilige Dokumentation des Schweizer Fernsehens, 2013.